# خانه سید حسین امامی
خانه سید حسین امامی مربوط به دوره قاجار است و در میبد، خیابان امام، خیابان مسجد جامع، جنب مسجد جامع واقع شده و این اثر در تاریخ ۵ تیر ۱۳۸۴ با شمارهٔ ثبت ۱۱۹۶۹ به‌عنوان یکی از آثار ملی ایران به ثبت رسیده است.